# Núi Trường Lệ

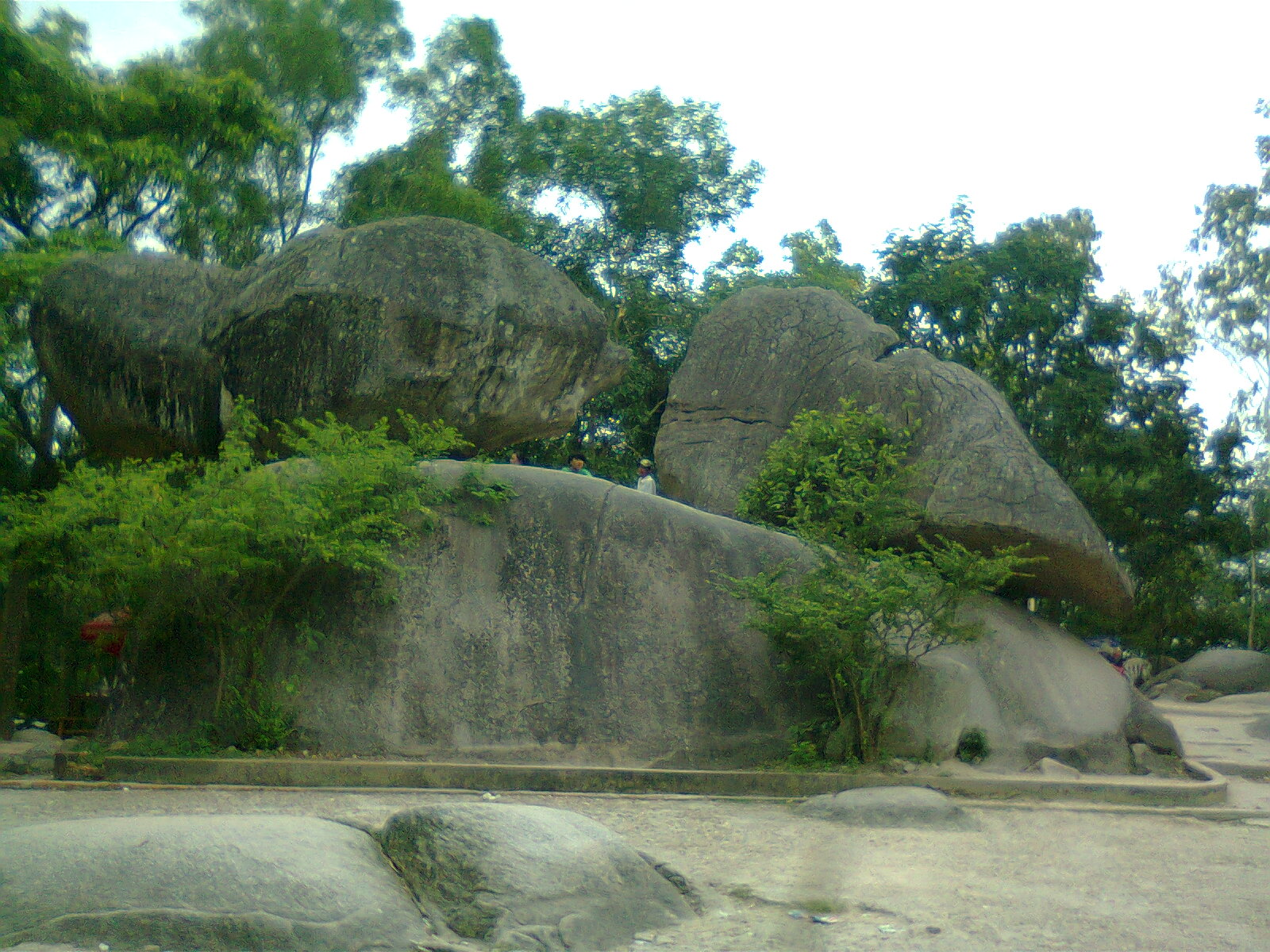
Thắng cảnh Hòn Trống Mái trên núi Trường Lệ

Núi Trường Lệ, còn được gọi là Sầm Sơn, Núi Sầm hay Núi Gầm, là một dãy núi nằm ven biển phía nam phường Sầm Sơn, tỉnh Thanh Hóa. Dãy núi này hiện được bao phủ bởi một diện tích rừng đặc dụng, được đánh giá là có cảnh quan thiên nhiên đẹp và là khu vực đa dạng về sinh học. Trên núi có Hòn Trống Mái là một trong những thắng cảnh của tỉnh Thanh Hóa. Bên cạnh đó, nơi đây còn có một số ngôi đền cổ như Đền Độc Cước, Đền Cô Tiên và Đền Tô Hiến Thành.
Năm 1962, khu vực này đã được công nhận là di tích cấp quốc gia và đến năm 2019 được Thủ tướng Chính phủ Việt Nam xếp hạng di tích quốc gia đặc biệt với tên gọi "Di tích lịch sử và danh lam thắng cảnh Sầm Sơn".

## Địa lý
Theo một số tài liệu, núi Trường Lệ là dãy núi đá hoa cương diệp thạch, hình thành cách đây trên 300 triệu năm. Hiện nay núi nằm trải rộng trên diện tích 150 ha thuộc địa phường Sầm Sơn. Đây là một dãy núi thấp với 16 ngọn núi, trong đó đỉnh cao nhất là Hòn Kèo chỉ cao 84,7 m so với mực nước biển. Cho đến đầu thập niên 1980, núi Trường Lệ chỉ có đất trống, cây cối rất ít. Sau đó, người dân bắt đầu trồng rừng để phủ xanh núi và đến năm 2021, diện tích rừng đặc dụng tại đây đạt 112,47 ha, gồm khoảng 20 loài cây rừng bản địa như lim xanh, gội trắng, xà cừ, lát hoa, muồng đen, đinh hương, bằng lăng, tếch, thông, sưa... xen với các loài keo, bạch đàn, phi lao...

## Di tích

### Hòn Trống Mái
Hòn Trống Mái là tên gọi của ba khối đá lớn trên núi Trường Lệ. Khối đá lớn nhất nằm ở dưới, trông như một cái bệ lớn, hai khối còn lại nằm bên trên khối này, trong đó một khối có đầu nhọn giống hình dáng con gà trống, khối kia nhỏ hơn nằm đối diện có hình dáng giống con gà mái. Hòn Trống Mái gắn liền các câu chuyện về mối tình thủy chung, son sắt, về tình nghĩa vợ chồng được người dân tại đây lưu truyền.

### Đền Độc Cước

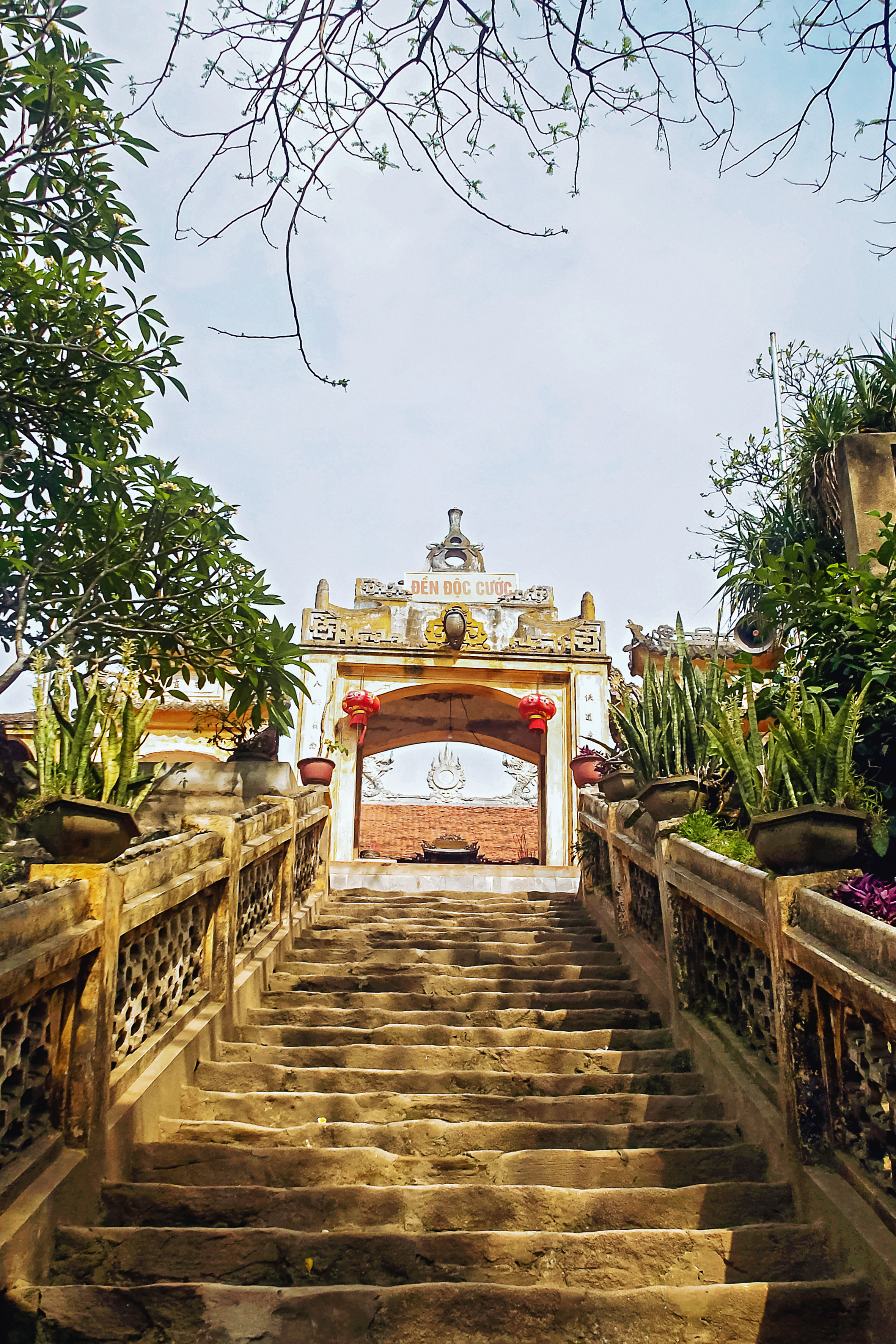
Lối lên đền Độc Cước

Đền Độc Cước là ngôi đền thờ thần Độc Cước (vị thần một chân), một nhân vật mang tính huyền thoại. Theo các truyền thuyết thì vị thần này là một người khổng lồ. Đền nằm trên hòn Cổ Giải thuộc dãy núi Trường Lệ, được xây dựng theo kiến trúc hình chữ "đinh" (kiến trúc chuôi vồ). Trong đền có tượng thần Độc Cước bằng gỗ với một tay, một chân. Ngoài ra đền còn có hai pho tượng ngựa đúc bằng đồng, cặp tượng phỗng tạc bằng đá khối, nhiều câu đối chữ Nho ca ngợi công đức của thần Độc Cước.

### Đền Cô Tiên
Đền Cô Tiên nằm tại một vị trí đẹp thoáng đãng trên hòn Đầu Voi ở phía tây nam dãy núi Trường Lệ, từ đây có thể nhìn thấy Hòn Mê, cả vùng biển Nghi Sơn và bãi biển thuộc phường Nam Sầm Sơn. Tương truyền, ngôi đền thờ một cô gái làm thuốc cứu giúp người. Đền được xây dựng theo kiến trúc hình chữ "đinh", gồm 3 lớp tiền đường, trung đường và hậu cung. Hậu cung của đền đặt Tam tòa Thánh Mẫu (Mẫu Thượng Thiên tức Bà Chúa Liễu Hạnh, Mẫu Thượng Ngàn và Mẫu Thoải). Ngoài đền chính, quần thể di tích Đền Cô Tiên còn có đền trình, miếu Nam Hải Đại Vương và miếu Cô Chín.

### Đền thờ Tô Hiến Thành
Đền thờ Tô Hiến Thành tại Sầm Sơn là một trong 72 ngôi đền thờ Thái úy Tô Hiến Thành tại Thanh Hóa. Đền nằm trên đồi cao, hướng về phía tây. Công trình được xây dựng theo kiến trúc chữ "đinh" với Bái đường, Trung đường, Hậu cung. Bái đường có ba gian thờ cộng đồng các quan, là nơi tổ chức các thể thức tế lễ vào ngày lễ hội, giỗ Thái úy Tô Hiến Thành; Trung đường đặt khám và tượng Tô Hiến Thành, nơi ông làm việc và phán xử việc vua, Hậu cung thờ bài vị, áo vua ban. Đền vẫn còn lưu giữ các sắc phong của các vua Tự Đức và Khải Định triều Nguyễn.

## Văn hóa
Theo một truyền thuyết của người dân tại đây, xưa có một người phụ nữ mang thai không may bị sóng cuốn ra biển nên qua đời. Thi hài bà dạt vào bờ, trở thành con đê chắn sóng cho vùng đất này. Người dân thương xót nên đã đắp đất lên thi hài bà theo dáng nằm ngửa thành núi Trường Lệ. Do vậy mà hình dáng của núi trông giống như một người đàn bà nằm ngửa. Một dị bản khác của truyền thuyết này là từ trong bụng người phụ nữ, một đứa trẻ to lớn kỳ lạ bước ra. Cậu bé vác đất đá đắp lên thi hài người mẹ, nấm mồ lớn dần thành núi Trường Lệ. Về sau cậu bé ra tay diệt trừ quỷ biển, bảo vệ dân làng và hóa thành thần Độc Cước.